# Williams FW16
Williams FW16 – bolid wyścigowy zespołu Williams z roku 1994 napędzany jednostką silnikową Renault.
Model FW16 nie był tak udany jak modele FW14 czy FW15, które wyposażone były w min. system kontroli trakcji. Bolid ten miał ciasny kokpit i złą aerodynamikę. Na zakrętach sprawiał dużą trudność. Najbardziej na samochód narzekał Ayrton Senna (min. na pozycję kierownicy w samochodzie, która mu nie odpowiadała). Ayrton Senna jadąc tym samochodem zginął podczas wyścigu o Grand Prix San Marino.